# Netti Witziers-Timmer
Jeannette Josephina Maria "Netti" Witziers-Timmer (Amsterdã, 22 de julho de 1923 - Amsterdã, 25 de janeiro de 2005) foi uma atleta, velocista e campeã olímpica holandesa.
Especializada nos 100 m rasos, durante a ocupação nazista da Holanda, ela integrou o revezamento holandês que quebrou o recorde mundial das 4x110 jardas em 1944, assim como o dos 4x200 m, esta última uma distância não regulamentada mas de conotação política, porque as alemãs eram as recordistas anteriores.
Integrando o revezamento 4X100 m nacional ela foi medalha de ouro no Campeonato Europeu de Atletismo de 1946, em Oslo, Noruega, o primeiro realizado depois da Segunda Guerra Mundial. Nesta mesma modalidade, em Londres 1948 tornou-se campeã olímpica junto com Fanny Blankers-Koen, Xenia Stad-de Jong e Gerda van der Kade-Koudijs, um feito notável para uma equipe que tinha quatro mulheres casadas e com filhos, algo extremamente raro até hoje.
Graças ao completo domínio de Blankers-Koen no atletismo holandês e mundial em sua época, o mesmo período da carreira de Netti, apesar de campeã olímpica ela nunca conseguiu um título nacional nas provas de velocidade.